# زنگ دستی

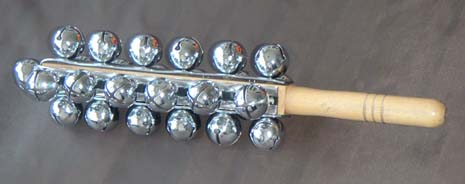

زنگ دستی یا زنگ جیرینگ یا زنگ سورتمه (به انگلیسی: Jingle bell) نوعی زنگ است که بویژه با تعداد زیاد، صدای متمایز «جرینگ» تولید می‌کند.
ساده‌ترین زنگ‌های دستی از یک تکه ورق فلز خم شده به شکلی تقریباً کروی تولید می‌شوند که یک بلبرینگ کوچک یا یک میله فلزی کوتاه را در خود جای دهند.